# Daphne van Domselaar
Daphne van Domselaar (Beverwijk, 6 marzo 2000) è una calciatrice olandese, portiere dell'Arsenal e della nazionale olandese.

## Carriera

### Club
Van Domselaar inizia a giocare nelle giovanili dell'LSVV (Langedijker Sport Vereniging Voorwaarts) di Zuid-Scharwoude, per poi continuare l'attività, sempre a livello giovanile, trasferendosi al Telstar di Velsen.
Il 13 giugno 2017 viene annunciato il suo passaggio al Twente, dove inserita in rosa dal tecnico Tommy Stroot con la prima squadra fa il suo debutto in Eredivisie il 22 dicembre, alla 13ª giornata di campionato, quando deve sostituire il portiere titolare, la belga Nicky Evrard, espulsa al 17' dell'incontro vinto in trasferta per 2-1 sull'Heerenveen. Gli anni successivi son quelli di maggior successo del difensore, condividendo con le compagne i risultati del Twente che vince nuovamente il titolo di Campione dei Paesi Bassi nei campionati 2020-2021 e 2021-2022. Questi risultati consentono a Van Domselaar, prima sotto la guida tecnica di Stroot e poi, dopo il suo trasferimento al Wolfsburg, di Robert de Pauw, di accedere alla UEFA Women's Champions League alle edizioni 2019-2020 e 2021-2022.
Nell'estate 2023 si è trasferita in Inghilterra all'Aston Villa, partecipante alla Women's Super League. Ha giocato con la squadra di Birmingham una sola stagione, per poi passare all'Arsenal il 31 luglio 2024.

### Nazionale
Van Domselaar inizia a essere convocata dalla Federcalcio olandese nel 2015, indossando in quell'anno la maglia dalla formazione Under-15, Under-16 e infine, da ottobre, alla under 17. Con quest'ultima disputa prima le qualificazioni all'Europeo di Bielorussia 2016, per lei 5 presenze senza riuscire ad accedere alla fase finale, e, rimasta in quota anche per le successive, le qualificazioni all'Europeo di Repubblica Ceca 2017, dove pur non venendo schierata dal tecnico federale Marleen Wissink festeggia con le compagne l'accesso alla fase finale. In seguito confermata in rosa da Wissink, Van Domselaar scende tra i pali in tutti i quattro incontri giocati dalla sua nazionale in Repubblica Ceca fino alla semifinale, con le Oranje eliminate dalla Spagna.
Sempre nel 2017 passa alla under 19, con la quale partecipa alle qualificazioni agli Europei di Svizzera 2018, senza riuscire ad accedere alla fase finale, e Scozia 2019, giungendo alle semifinali.
Nel frattempo ottiene la convocazione anche con l'under 20, inserita in rosa per il Mondiale di Francia 2018 dove condivide, pur non essendo mai impiegata, il percorso della sua nazionale fino all'eliminazione ai quarti di finale, e infine, tra il 2019 e il 2020, marca 3 presenze con l'under 23.
Entrata nel giro della nazionale maggiore dal settembre 2020, viene più volte convocata dal commissario tecnico Mark Parsons ma per debuttare deve attendere il 19 febbraio 2022, scesa titolare tra i pali nella vittoria per 3-0 sulla Finlandia nell'edizione 2022 del Tournoi de France. Dopo essere stata a disposizione, senza essere impiegata, sia durante le qualificazioni all'Europeo di Inghilterra 2022 che in quelle al Mondiale di Australia e Nuova Zelanda 2023, nel maggio 2022 viene inserita nella lista delle 23 giocatrici convocate per il campionato europeo in programma dal 6 al 31 luglio 2022.

## Palmarès

### Club

#### Competizioni nazionali
- Campionato olandese: 3

Twente: 2018-2019, 2020-2021, 2021-2022
- Coppa dei Paesi Bassi: 1

Twente: 2022-2023
- Supercoppa dei Paesi Bassi: 1

Twente: 2022

#### Competizioni internazionali
- UEFA Women's Champions League: 1

Arsenal: 2024-2025